# Tibia (videohra)
Tibia je videohra žánru MMORPG z roku 1997 vyvinutá a vydána společností CipSoft. Jedná se o jedno z nejstarších a nejdéle fungujících MMORPG. Jeho popularita vzrostla v roce 2007. Videohra je zdarma ke stažení a hraní, hráči však mají možnost zakoupit prémiový účet, díky kterému získají ve hře benefity. Tibia je dvoudimenzionální hra zasazená ve fantasy světě s pixel artovou grafikou a pohledem shora dolů.

## Hratelnost
Tibia je dvoudimenzionální MMORPG s textovými prvky. Je zasazeno ve fantasy otevřeném světě s pixel artovou grafikou, kosoúhlým promítáním a pohledem shora dolů. Cílem hry je zabíjet příšery a získávat kořist (loot) a zkušenostní body na zvýšení úrovně postavy. Na začátku hry si hráči vybírají ze čtyř unikátních hratelných tříd, přičemž každá z nich používá jiná kouzla a schopnosti. Hráči mohou plnit úkoly, aby získali odměny, a zabíjet bosse, aby dostali vzácné předměty. Mohou také bojovat s ostatními hráči, zakládat cechy, kupovat doplňky a zdobit domy nebo cechovní haly. Potažmo mohou trávit svůj čas rybařením, trénováním dovedností nebo hraním na role s ostatními hráči. Interakce s NPC je v Tibii založena na textových prvcích a hráč tak ke komunikace musí zadávat klíčová slova jako „hi“ (ahoj) nebo „trade“ (obchodovat). Mnoho herních úkolů a aktivit vyžaduje, aby hráči utvořili skupinu. Ti spolu mohou komunikovat prostřednictvím chatu zabudovaném v klientu.
Aby hráči mohli hrát Tibii, musí si založit účet na oficiální webové stránce a poté vytvořit vlastní postavu. Během tvorby postavy si mohou vybírat z 68 různých serverů (nazývaných světy), které se liší lokací, typem PvP a další řadou faktorů. Musí si také stáhnout herního klienta. Jakmile je jejich postava vytvořena a klient nainstalován, mohou se přihlásit do hry.
Po prvním přihlášení do hry se noví hráči objeví na tutoriálovém ostrově Dawnport. Na něm si mohou otestovat ovládání hry a postav, čtyři hratelné třídy a započít objevování a zabíjení příšer. Po dosažení osmé úrovně jsou hráči naváděni zpět do města, kde si zvolí jednu ze čtyř tříd, za kterou budou hrát po zbytek hry. Jedná se o rytíře (knight), paladina, druida a kouzelníka (sorcerer). Rytíři se specializují v soubojích na blízko, paladinové v soubojích na dálku, kouzelníci používají útočnou magii a druidové léčebnou magii. Jakmile si hráči zvolí třídu, bude jim povoleno odcestovat lodí na pevninu, kde se odehrává zbytek hry. Po přistání na pevnině mohou mezi sebou bojovat, záleží však na typu PvP daného serveru.
Tibia je hra s otevřeným světem, jejíž oblasti mohou hráči objevovat a prozkoumávat. Jakmile přistanou na pevnině, tak dostanou malé množství instrukcí. Hra je navíc tvrdě trestá, když zemřou. Hráči postupují hrou vylepšováním svého vybavení, zvyšováním úrovně postavy a dokončováním úkolů, za které navíc získávají přístup k zakázaným oblastem. Čím vyšší je úroveň postavy, tím více potřebuje hráč získat zkušenostních bodů. Na rozdíl od jiných MMORPG nemá Tibia maximální úroveň (level cap) a hráči tak mohou získavat úrovně bez omezení.

### Města

#### Pevnina (mainland)
- Rookgaard - město pro nově založené postavy, ležící na malém ostrově Dawnport. Město lze opustit po dosažení osmé úrovně.
- Thais - největší město, často považované za hlavní město Tibie.
- Venore - obchodnické město ležící v bažinách na jihovýchodě hlavního kontinentu.
- Kazordoon - město trpaslíku vytesané do skal pod horami.
- Ab'Dendriel - město Elfů.
- Carlin - město severně od Thais. Vládnou zde ženy.

#### Ostrovní města
Na ostrovní města se dá dostat pouze lodí. Loděmi mohou cestovat pouze hráči s placeným účtem.
- Port Hope - město ležící na deltě řeky protékající džunglí Daramského kontinentu.
- Edron - thajská kolonie ležící na ostrově východně od hlavního kontinentu.
- Darashia - město na severu Daramské pouště.
- Ankrahmun - město pyramid, umístěné na jihu Daramské pouště.
- Liberty Bay - město na největším z Tropických ostrovů.
- Svargrond - severské město obývané Barbary.

## Vývoj
Vývoj na hře započal v roce 1995. Němečtí studenti Guido Lübke, Stephan Payer, Ulrich Schlott a Stephan Vogler na ní začali pracovat ve svém volném čase pod jménem CIP Productions. První server byl spuštěn v lednu 1997 a rostoucí popularita hry dala v červnu 2001 vznik společnosti Cipsoft GmbH. Možnost zakoupení premiérového účtu byla představena téhož roku. Hráči tak za měsíční poplatek dostali ve hře různých benefitů. V následujících letech byla hra značně rozšířena. Byly představeny nové mapy a světy, oblečení, herní mechaniky, a to například „skull system“ pro PvP. Dne 2. ledna 2007 dosáhl počet online hráčů svého vrcholu. Bylo jich v daný moment přihlášeno 64 028. Cipsoft také oznámil, že hru hraje přes 250 000 aktivních hráčů. Dle hlasování, které v roce 2009 uskutečnil CipSoft, pocházejí hráči ze široké škály zemí. Nejvíce z Brazílie (26,56 %) a Polska (24,38 %). Dále pak z Mexika, Švédska, Spojených států, Nizozemska, Španělska, Chile, Kanady, Venezuely, Spojeného království a Německa.
Tibia je spuštěn dosud a hlavní aktualizace jsou vydávány jednou za šest měsíců. Dohromady je online 68 herních serverů, z nichž je 24 v Evropě, 25 v Severní Americe a 19 v Jižní Americe.